# 久武親直
久武 親直（ひさたけ ちかなお）は、戦国時代から江戸時代初期にかけての武将。長宗我部氏の家臣。

## 略歴
久武昌源の次男として生まれる。才能があり策謀家で長宗我部元親・盛親の深い信頼を受けた。天正7年（1579年）、兄・親信が土居清良との戦いで戦死すると、親信の遺領と内蔵助の名乗りを継ぐ。
天正12年（1584年）、元親より伊予軍代に任命され、宇和郡三間を攻撃、阿波方面では牛岐城主の新開道善を丈六寺で謀殺し、中富川の戦いでは渡河時刻を元親に進言して一軍の攻撃を指揮した。また、羽柴秀吉による四国征伐に際しては長宗我部氏の同盟者で東伊予の防備を担っていた金子元宅に対して書状と起請文を送り、結託を固くしている。
天正14年（1586年）、秀吉による方広寺大仏殿（京の大仏）造立の際には材木の伐採・搬出の監督を務めたが、このときに吉良親実と不和になったという。
天正16年（1588年）、長宗我部氏の後継問題が起こると、親直は元親の意を汲んで盛親の擁立に尽力し、反対派の親実らと争った。
慶長5年（1600年）、関ヶ原の戦いで西軍が敗北すると、親直は津野親忠が藤堂高虎と通じて土佐半国を支配しようとしているとして、盛親に親忠を切腹させるよう進言した。しかし盛親がこれを一蹴したため、親忠の報復を恐れた親直は盛親の命令と偽って香美郡岩村に幽閉されていた親忠を切腹させたという。この事件を耳にした徳川家康は盛親の誅伐を決めるが、井伊直政の取りなしにより盛親は辛うじて死罪を免れた。
その後、長宗我部氏の改易が決定すると、親直は浦戸城を死守しようとする長宗我部遺臣の要求を排して降伏の意見を述べた。開城後は肥後国に赴き、加藤清正に仕えて1000石を給せられたが、その変節を非難された。

## 逸話
- 親信は三間に出陣する際、元親に対し「このたびの合戦で討ち死にしたとしても、私の弟の彦七（親直）には私の跡目を継がせないでください。彦七は将来お家の障りにはなっても、役に立つ者ではありません」と進言したという（『土佐物語』）[2]。